# Куч
Куч (Артель Куч — буквально: «артель переселенцев») — историческая местность в городе Ишимбае, бывшая деревня Стерлитамакского района. Известна также под названием «посёлок Куч». До настоящего времени сохранился один дом посёлка, входящий в состав ишимбайского микрорайона Железнодорожного. Он был включён в избирательный округ № 2144

## История
Образован в 1928 году как выселок деревни Аллагуват у старицы реки Белой (баш. Иске Идел). Первопоселенцы: Нуриахмат и Котлыахмат Файзуллины и Аблеев Ахматвали. Переселились всего 8 семей, затем ещё 2 семьи. Со временем здесь создается колхоз «Артель Куч» и деревня оформляется под таким же названием. Первый председатель колхоза и ячейки коммунистов — Аблеев Ахматвали Кашафович. В 1930-33 годы «Артель Куч» и «Кызыл Аул» объединяются в промколхоз «Башкортостан». В промколхозе занимались животноводством, растениеводством. В 1940-1966 действовал завод по производству кирпича, выросший из кустарного артельного кирпичного производства.
В 30-е годы Файзуллин Нуриахмат, Аблеев Ахматвали и Амиров Сайфетдин построили прекрасные дома из сосны, крытые железом.
Дома в деревне располагались в один ряд. Между старицей и домами проходила дорога — улица. Старица изгибалась в сторону деревни Новопетровский (Кожак), что рядом с деревней Малый Аллагуват.
Посреди деревни был один колодец, вода в которой была очень чистая и вкусная. Ближе к озеру Курбанлыкуль располагалась баня «по черному». Дров не хватало, нередко баню топили на две семьи вместе, для мытья применялось только хозяйственное мыло — иного не было.
С 1934 года - в составе рп. Ишимбай, в 1937-1940 - в Кусяпкуловском сельсовете Ишимбаевского района. В 1960 году жители переселены в связи с отводом земли под строительство очистных сооружений ПО "Салаватнефтеоргансинтез".

## Промышленность
В артели были свои плотники, печники, портные и др.
Файзуллины Котлыахмат и Нуриахмат создали производство нежженого кирпича, которое со временем расширялось. С 1940 по 1966 года изготовляли обожженный кирпич. Кирпичи изготавливали вручную, для перемешивания и растаптывания глины использовали лошадей. С 1950 года кирпич стали формовать в специальных станках в больших количествах.
В 1954 году была сделана коллективная фотография работников Кирпичного завода.
1. Аблеев Ахматвали Кашафович 2. Сайфутдинов Хажигали Хусаинович 3. Каримов Хайрулла Сахиуллович 4. Амиров Сайфетдин Сафиуллович 5. Ибрагимов Сирай 6. Файзуллин Сахиулла Хайруллович 7. Ахмадеев Нургали Мухамадиевич 8. Файзуллин Нуриахмат Канафиевич
9. Файзуллина Бибинур Гизуллович. 10. Файзуллин Котлыахмат Канафиевич

## Коневодство
Каримов Хайрулла — шорник, изготавливал сбрую.
В деревне был сарай для лошадей — конюшня, ферма для коров и овец.

## Овцеводство
Аблеев Абдулла у себя во дворе организовал овечью ферму. Овечье молоко собиралось и сдавалось в молокоприемный пункт деревни Аллагуват (Карлыкуль), где из него готовили вкусную брынзу. Организатор и руководитель вместе с детьми пас овечье стадо. Те годы были очень голодными и для зверей, бывало, когда по 13 овец оказывались зарезанными волками.

## Великая Отечественная война
Две деревни, состоящие из 23 дворов, направили на Великую Отечественную войну 32 человека, из них 12 человек, проявив героизм и мужество, погибли или пропали без вести в боях за социалистическую Родину в 1941-45 годах.
1. Аблеев Анвар Ахматович 2. старшина Амиров Мидхат Сайфетдинович 3. рядовой Амиров Амир Сайфетдинович 4. Ахмадеев Нургали Мухаматович 5. рядовой Газизов Абдулхак Зиганурович 6. рядовой Ибрагимов Зинур Даутович 7. Кантюков Рафкат Гарифуллович 8. рядовой Насыров Кадыр Мухаматшаевич 9. Субхангулов Хафиз Шакирович
10. ст. сержант Файзуллин Талгат Сахиевич11. рядовой Файзуллин Зиннат Нуриевич
12. рядовой Хуснутдинов Гаяз Нуриевич

## Нефтекомбинат
Строительство нефтехимического комбината ухудшило экологическое состояние местности. Жителей деревень переселили в города Ишимбай и Салават, а также в другие населённые пункты.

## Память
В память о деревнях Аллагуват, Карлыкуль, Ирек, Кызыл Аул, Артель Куч, Новопетровский (Кожак) и Малый Аллагуват, чьи земли вошли в состав городов Ишимбая и Салавата, в память о его жителях, погибшим в Великой Отечественной войне, был воздвигнут мемориальный комплекс «Земли Юрматы» вблизи перекрестка автотрассы Салават—Стерлитамак у поворота на Ишимбай.